# 卡恰利诺农村居民点
卡恰利诺农村居民点（俄语：Качалинское сельское поселение）是俄罗斯联邦伏尔加格勒州伊洛夫利亚区所属的一个农村居民点。其下辖有3个居民点，行政中心为卡恰利诺。据2016年统计，该农村居民点的人口为3229人。